# Wettswil am Albis
Wettswil am Albis är en ort och kommun i distriktet Affoltern i kantonen Zürich, Schweiz. Kommunen har 5 323 invånare (2023).